# Дебу, Ипполит Матвеевич
Ипполит Матвеевич Дебу (Десбут) (6 [18] марта 1824, Санкт-Петербург — 19 [31] декабря 1890, Харьковская губерния) — дворянин, русский революционер-петрашевец, впоследствии русский офицер, участник Крымской войны. Отец химика Константина Ипполитовича Дебу.

## Биография
Родился в Санкт-Петербурге 6 (18) марта 1824 года. Потомственный дворянин из старинного рода французского происхождения, известного с XIII века. Учился на камеральном отделении юридического факультета Петербургского университета; служил в Азиатском департаменте министерства иностранных дел.
В 1849 году был арестован по делу Петрашевского и приговорён к смертной казни «за участие в преступных замыслах, распространение зловредных учений и за хранение у себя в высшей степени возмутительных сочинений». Высочайшей конфирмацией казнь была заменена лишением всех прав и ссылкой на два года в арестантские роты инженерного ведомства.
По окончании ссылки, будучи определён в рядовые, в 1851—1853 годах присматривал за юным Костей Станюковичем, будущим писателем-маринистом, сыном адмирала М. Н. Станюковича, коменданта севастопольского порта и военного губернатора города.
Дебу участвовал в Севастопольской кампании и за отличие в деле на Чёрной речке был произведён в подпоручики; затем вышел в отставку. В 1857 году ему было возвращено дворянство. После отставки жил в Одессе, где служил секретарем в Русском обществе пароходства и торговли. В сентябре 1862 года ему было разрешено жить в Санкт-Петербурге.
До конца своих дней сохранив верность идеям, усвоенным в молодости, он всю жизнь изучал социалистическую литературу и много переводил. Два перевода — Энгельса, «Происхождение семьи, частной собственности и государства», и Каутского, «Экономическое учение Карла Маркса» — были изданы в 1906 году его сыном Константином, названным в честь брата отца Константина Матвеевича.
Умер в Харьковской губернии 19 (31) декабря 1890 года.